# Ногайська мова
Нога́йська мо́ва — мова ногайців, що живуть переважно у Ставропольському краї, Дагестані, Карачаєво-Черкесії, Астраханській області. Ногайською мовою розмовляють 90 тис. осіб (2002, перепис). Належить до ногайсько-кипчакської підгрупи північно-західної (кипчакської) групи тюркських мов. Виділяють 3 діалекти: власне ногайський (Ставропольський край), караногайський (Дагестан) і акногайський (Карачаєво-Черкесія). Відокремлене становище обіймає астрахансько-ногайський діалект.
Ногайською мовою видаються газети «Шоьл тавысы» та «Ногай давысы».

## Діалекти
Ногайська мова належиться до кипчацько-ногайської підгрупи кипчацької групи тюркських мов. У власне ногайській мові розрізняють 3 діалекти:
- ногайський (Ставропольський край),
- караногайський (Дагестан),
- акногайський (Карачаєво-Черкесія).

Окремий статус має карагашський діалект. Близькими до ногайської вважаються алабугатсько-татарська та юртівсько-татарська мови.

## Писемність
До 1928 використовувалась арабська, пізніше — латинська, з 1938 — російська графіка. Сучасну абетку затверджено 1950 року.
| А а | Аь аь | Б б | В в | Г г   | Д д | Е е   | Ё ё | Ж ж   | З з |
| И и | Й й   | К к | Л л | М м   | Н н | Нъ нъ | О о | Оь оь | П п |
| Р р | С с   | Т т | У у | Уь уь | Ф ф | Х х   | Ц ц | Ч ч   | Ш ш |
| Щ щ | ъ     | Ы ы | ь   | Э э   | Ю ю | Я я   |     |       |     |